# سفارة النيبال لدى البحرين
سفارة النيبال لدى البحرين هي البعثة الدبلوماسية لجمهورية النيبال لدى مملكة البحرين، وتقع بالعاصمة المنامة.